# Otto Wirth (Kulturwissenschaftler)

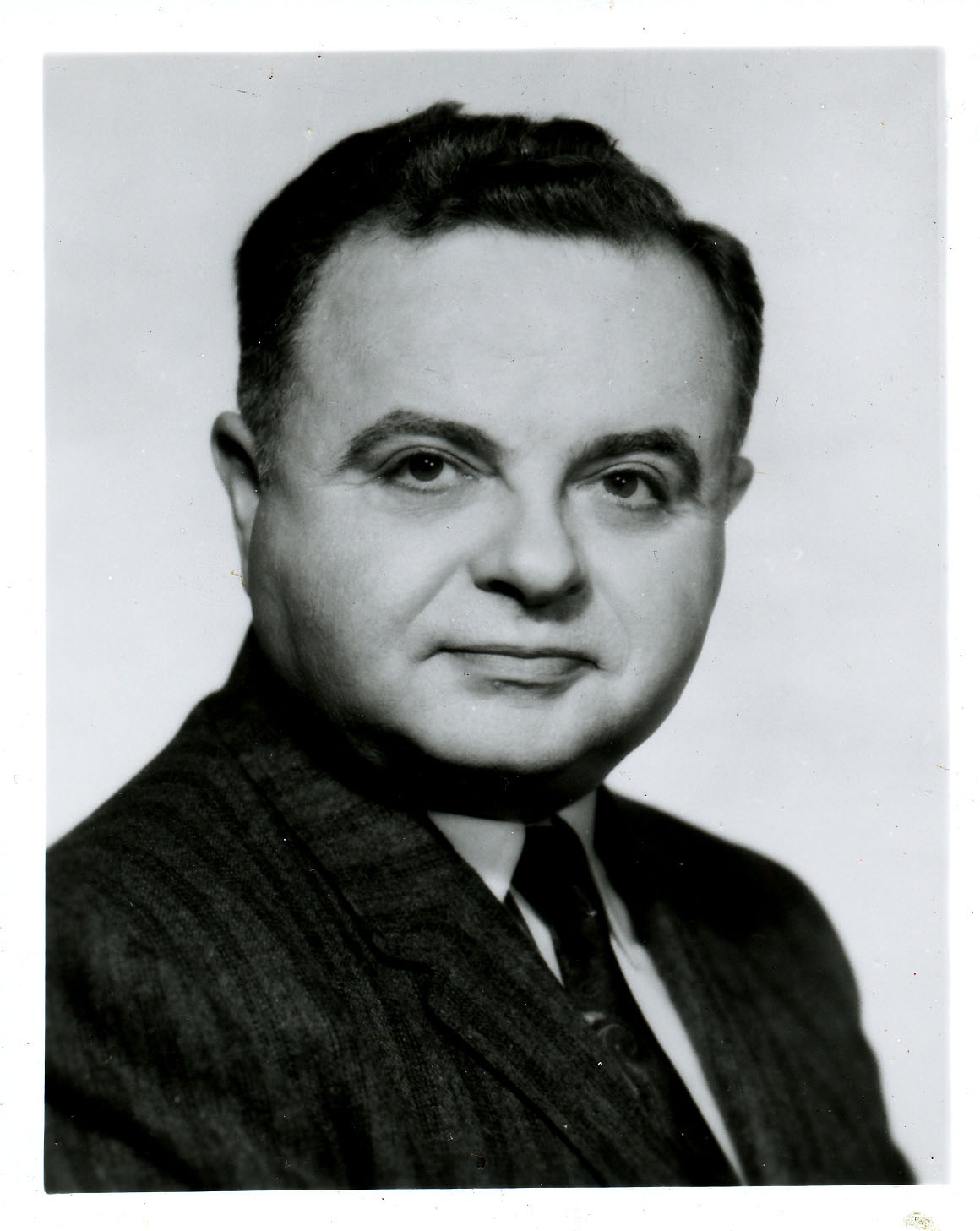
Otto Wirth in den 1940er-Jahren

Otto Wirth (* 26. Juni 1905 in Gemünden (Hunsrück); † 6. Juni 1991 in Tucson) war ein US-amerikanischer Kulturwissenschaftler deutsch-jüdischer Abstammung. Er wanderte 1931 zunächst nach Costa Rica aus und übersiedelte von dort 1932 in die USA, um zu studieren. Seit September 1946 lehrte er Kulturwissenschaften mit dem Schwerpunkt deutsche Literatur und Geschichte am Roosevelt College, der späteren Roosevelt University. Der Soziologe Louis Wirth ist sein älterer Bruder.

## Herkunft
Otto Wirths Geburtsort galt aufgrund seines hohen jüdischen Bevölkerungsanteils in der Umgebung als „Klein-Nazareth“ oder „Klein-Jerusalem“. „Die jüdischen Familien verdienten ihren Lebensunterhalt überwiegend als Vieh- und als Kleinhändler. Seit der zweiten Hälfte des 19. Jahrhunderts hatten mehrere von ihnen Geschäfte und Handlungen am Ort eröffnet.“ Aus diesem jüdischen Milieu stammt auch Otto Wirth. Seine Eltern waren der Händler Joseph Wirth (* 18. Dezember 1866 in Gemünden; † in Chicago) und Rosalie Lorig (* 4. Januar 1867 in Butzweiler; † 1948 in Chicago). So, wie die Familie Wirth schon seit Generationen in Gemünden ansässig war, so lebten auch die Vorfahren von Rosalie Lorig, Tochter des Butzweiler Viehhändlers Abraham Lorig, schon seit dem 18. Jahrhundert in Butzweiler und Umgebung. Rosalie Lorig hatte noch eine Schwester (Henrietta, † 1. Oktober 1855) und vier Brüder, von denen drei in die USA auswanderten: Max (* 6. August 1864) ging nach New York, Rosalies Zwillingsbruder Isaak (* 4. Januar 1867) lebte mit seiner Frau in Omaha (Nebraska), ebenso wie Emanuel (* 7. Februar 1869).
Das Ehepaar Wirth-Lorig hatte sieben Kinder, die alle in Gemünden zur Welt gekommen sind. Neben Otto waren das:
- Flora (verheiratete Joseph, * 21. August 1896 – 27. September 1952 in Des Moines (Iowa))
- Ludwig, der sich später Louis nannte (1897–1952)
- Fred (Fritz, † 6. Februar 1976, vermutlich in Chicago). Er war verheiratet mit Esther Wirth, geborene Rimsky.
- Else (* 3. April 1899; † 19. Mai 1982, verheiratete Bendix)
- Julius (* um 1902 in Gemünden), letzter Wohnort vor der Einreise in die USA: Brüssel. Er kam am 10. Mai 1938 im Alter von 36 Jahren mit der S.S. Nieuw Amsterdam von Rotterdam aus in Ellis Island an.
- Richard (* um 1901 in Gemünden)[5]

Wenigstens für zwei Kinder des Ehepaares hatte Rosalies Bruder Emanuel eine große Bedeutung. „1911 war es sein in die USA ausgewanderter Onkel Emanuel Lorig gewesen, der bei einem Heimataufenthalt die Familie seiner Schwester davon überzeugt hatte, dass ihren erstgeborenen Sohn Louis eine chancenreichere Zukunft in den USA erwarten würde. Zusammen mit seiner Schwester Flora emigrierte Louis daraufhin nach Nebraska, wo Onkel Emanuel als Kaufmann lebte.“ Auch Otto Wirth, der 1931 nach Costa Rica ging, tat das auf Einladung eines Onkels; ob es sich dabei ebenfalls um Emanuel gehandelt hat oder um einen der beiden anderen Brüder seiner Mutter, ist ungewiss.
1936 schließlich gelang es auch Joseph Wirth und Rosalie Lorig noch, in die USA zu emigrieren. Mit ihnen reiste die erst zweijährige Enkeltochter Margit Wirth mit ihren Eltern, Richard und Hedwig Wirth (* 14. Juni 1903 in Gemünden; † 26. August 2001 in Tucson). Sie kamen zusammen auf der S.S. Washington von Hamburg und erreichten am 25. März 1936 Ellis Island. Die Berufsbezeichnung für Joseph und Richard Wirth lautete Cattle-Dealer, die beiden erwachsenen Frauen wurden als Hausfrauen registriert. Margit Wirth wuchs in Chicago auf absolvierte die Roosevelt University, wo sie einen Bachelor of Science in den Laborwissenschaften mit dem Schwerpunkt Phlebotomie erwarb. Sie war in erster Ehe mit David Lieberman verheiratet, in zweiter Ehe mit Norman O. Johnson Jr. Nach dessen Tod heiratete Margit im Jahre 2001 Jerry Lacker.

## Otto Wirths Werdegang vor seiner Auswanderung

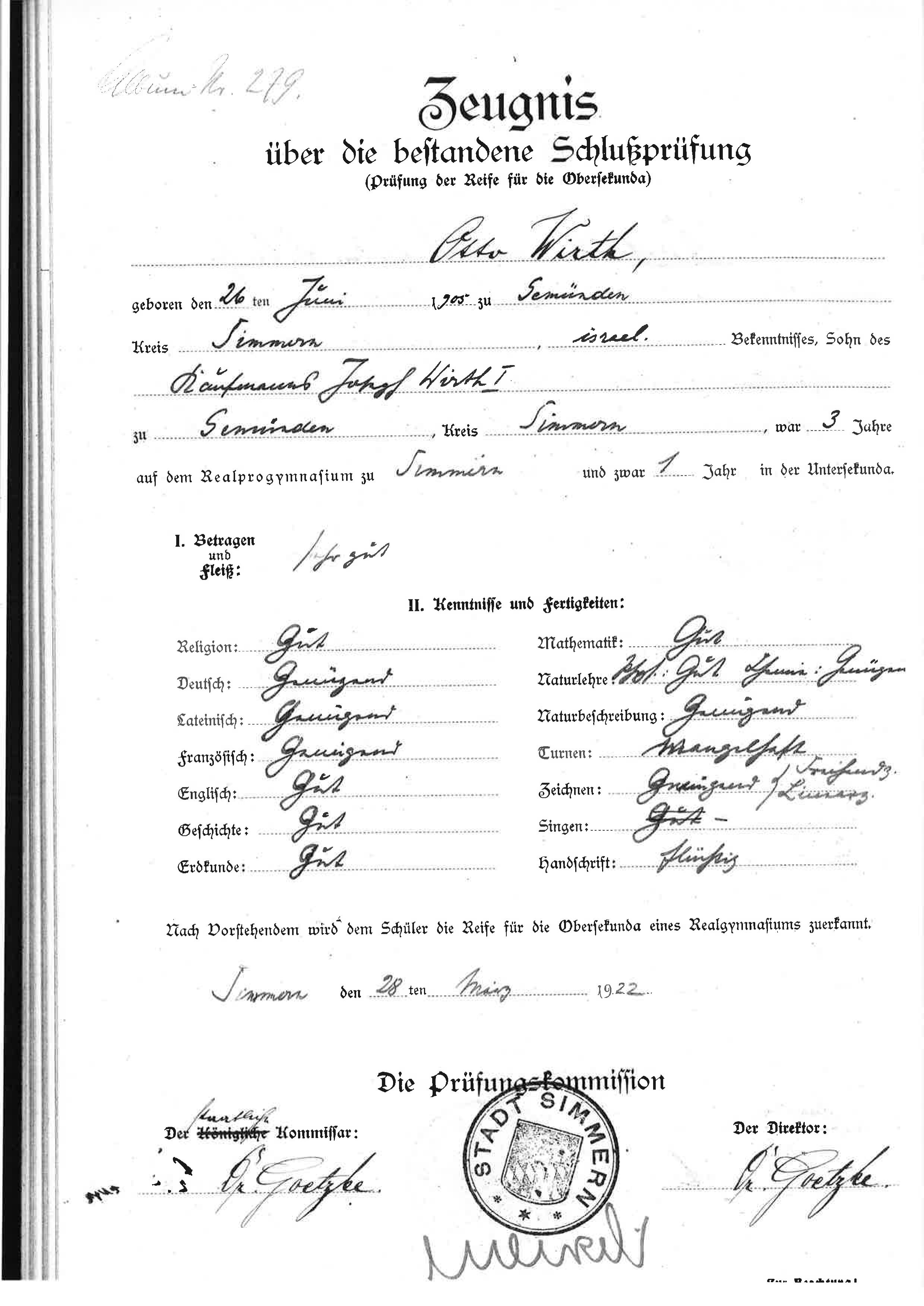
Otto Wirths Abschlusszeugnis am Realgymnasium Simmern 1922 (Quelle: Archiv des Herzog-Johann-Gymnasiums in Simmern)

Otto Wirth wurde am 20. September 1919 in die Untertertia des Realgymnasiums in Simmern aufgenommen. Über seine Schulzeit davor ist nichts bekannt. Zweieinhalb Jahre später heißt es im Abgangs-Zeugnis vom 5. April 1922: „Nach der am 28. März 1922 bestandenen Schlussprüfung wurde ihm die Reife für die Obersekunda eines Realgymnasiums zuerkannt. Er verläßt die Anstalt, um ins Bankfach zu treten.“ Ob das tatsächlich sein Berufsziel war, muss offen bleiben, denn er wechselte unmittelbar nach seinem Schulabschluss an die 1907 gegründete Handelshochschule Mannheim (HH-Mannheim), die heutige Universität Mannheim. Hier studierte er bis 1924 Moderne Sprachen, Geschichte, Sozialwissenschaften und Jura. Im Matrikelbuch der HH-Mannheim und in weiteren dortigen Quellen findet sich allerdings kein Hinweis auf einen Studierenden namens Otto Wirth. Das deutet darauf hin, dass Wirth kein ordnungsgemäßes Studium an der HH-Mannheim absolviert hat, wo es zur fraglichen Zeit nur die Studiengänge Dipl.-Kaufmann und Dipl.-Handelslehrer gab, sondern dort lediglich Studium-generale-Hörer in den von ihm genannten Fächern war. Als somit nicht ordentlich Studierender wurde er bei der HH-Mannheim nicht namentlich erfasst.
Aufgrund der wirtschaftlichen und sozialen Umwälzungen nach der Inflation von 1923 musste Wirth 1924 sein Studium abbrechen. Er wurde Mitarbeiter bei einer deutschen Exportfirma und bereiste in deren Auftrag – neben Deutschland – ausgiebig Frankreich, Belgien die Niederlande und die Schweiz.

## Die Jahre 1931 bis 1946
Im November 1931 reiste Otto Wirth auf Einladung eines Onkels nach Costa Rica. Über den Zweck dieser Reise machte er keine Angaben, auch nicht darüber, wer dieser Onkel war (siehe oben). Als Kaufmann Otto Wirth, 27 Jahre alt, des Lesens und Schreibens in Englisch fähig, reiste er im Juni 1931 auf der S.S. California mit einem am 1. Juni 1932 in San José ausgestellten Quota-Visum in die USA. Am 28. Juni 1932 wird seine Einreise auf Ellis Island registriert. Im Biographical Sketch heißt es im Hinblick auf die Reise nach Costa Rica er ging nach Costa Rica; in die USA aber emigrierte er. Ob dies eine bewusste Wortwahl war und Wirth damit zum Ausdruck bringen wollte, dass er Zuflucht in einem anderen Land suchte, wurde von ihm nicht thematisiert. Seine Witwe, Magda Wirth (geborene Magdalena Gmirek; * 26. Juni 1907 in Berlin) sagte 1992 in einem Interview, er sei 1931 in Richtung Westen gegangen, weil er nach besseren Möglichkeiten für sich gesucht habe und um dem eskalierenden Anti-Semitismus zu entkommen. Sie deutete auch an, dass ihm in Gemünden Diskriminierungen widerfahren seien.
1938 erhielt Otto Wirth die US-amerikanische Staatsbürgerschaft.

### Ausbildung in den USA
Otto Wirth scheint direkt nach Chicago gegangen zu sein, um am dortigen Central YMCA College seine akademische Ausbildung mit dem Schwerpunkt Moderne Sprachen fortzusetzen. 1935 machte er dort seinen Abschluss als Bachelor of Arts und studierte anschließend am Fachbereich Deutsche Sprache und Literatur der University of Chicago. 1936 erhielt er sein M.A.-Zeugnis, und 1937 wurde er mit einer Dissertation über die Deutsche Literaturgeschichte seit 1800 (German Literary Histories Sinde 1800) promoviert.

### Der Mann, der Himmlers Bücher rettete
Am 31. August 1934 heirateten Otto Wirth und Magdalena Gmirek. Diese war erst wenige Tage zuvor, am 24. August 1934 und auf der Europa von Bremen kommend, über Ellis Island in die USA eingereist. In der Passagierliste war sie als Angestellte eingetragen. Die Ehe der beiden blieb kinderlos, woher sie sich kannten, ist nicht dokumentiert. Als Magda Gmireks Geburts- als auch letzter Aufenthaltsort ist in der Passagierliste Berlin eingetragen.
Während seines Studiums an der University of Chicago, wo sein Bruder Louis bereits seit 1931 als Professor tätig war, betätigte sich Otto Wirth von 1935 bis 1936 als Dozent (Instructor) für Deutsch am George Williams College in Chicago. Das war neben dem Central YMCA College, an dem Wirth zunächst studiert hatte, ein weiteres YMCA-College in Chicago. Anschließend war Wirth von 1937 bis 1942 als Fortbildungslehrer („Extension Lecturer“) für Deutsch im Extension Division Building, dem Calumet Center der Indiana University in East-Chicago, tätig.
Im Frühjahr 1942, immerhin schon 37 Jahre alt, meldete sich Otto Wirth freiwillig für den Dienst in der U.S. Army und wurde am 23. September 1942 eingezogen. Seine Witwe Magda wies 1992 in einem Interview darauf hin, dass dies nicht selbstverständlich gewesen sei. Ihr Mann habe Übergewicht und Bluthochdruck gehabt und sei eigentlich schon zu alt für den Militärdienst gewesen. Aber Wirths Hass auf die Nazis sei so stark gewesen, dass er alles getan habe, um gegen diese zu kämpfen. Mit einer Abmagerungskur über elf Tage habe er das Militär überzeugt.
Wirth diente bis Januar 1944 als Special Agent des Counter Intelligence Corps in den Staaten, bevor er zum European Theater of Operations (ETOUSA), einer Einheit der Vereinigten Staaten, die von 1942 bis 1945 die Operationen der US-Armee in Teilen Europas leitete, versetzt wurde. Im Range eines Sergeants nahm er nach der am 6. Juni 1944 begonnenen Operation Overlord als Unteroffizier („Special Agent Interrogator“) im Hauptquartier der Third United States Army an deren Feldzügen in der Normandie, Nordfrankreich, dem Rheinland und in den Ardennen teil. Aus Angst, etwas zu tun, was ihm später hätte leidtun können, habe er die Möglichkeit ausgeschlagen seinen Geburtsort zu besuchen.
Otto Wirth kam nicht nach Gemünden, aber in die Kleinstadt Gmund am Tegernsee. In deren Ortsteil Sankt Quirin hatte die Familie von Heinrich Himmler seit 1934 das Haus Lindenfycht bewohnt, und auf das stießen Ende der ersten Mai-Woche 1945 Soldaten der 3. US-Armee.

„US-Soldaten durchsuchten das große Haus; als Devotionalien waren bei den alliierten Soldaten alle Arten von gewidmeten Bildern, Gegenstände mit Hakenkreuzen oder SS-Runen und private Papiere sehr beliebt. Vermutlich öffneten die Amerikaner den privaten Tresor und nahmen den Inhalt an sich. […]
Als zwei Soldaten das Haus mit ihrer Beute wieder verließen, stießen sie auf einen amerikanischen Nachrichtendienstoffizier, der von der Entdeckung des Himmler-Anwesens gehört hatte. Zu den Aufgaben seiner Dienststelle gehörte nach allgemeiner Anweisung des alliierten Oberbefehlshabers Dwight D. Eisenhower, Beweise für die geplanten Prozesse gegen die Führung des NS-Regimes zu sichern. Also versuchte er, die beiden Soldaten zu überreden, ihm die Funde auszuhändigen oder wenigstens zu verkaufen.
Erfolg hatte er nur bei einem der GIs. Er gab ihm sechs Notizhefte: die Tagebücher Heinrich Himmlers aus den Jahren 1914 bis 1924. Der Offizier stellte fest, dass diese Unterlagen nichts enthielten, was für die bevorstehenden Prozesse nützlich sein könnte. Davon berichtete er erst 1957 dem deutsch-amerikanischen Historiker Werner Tom Angress, der die Tagebücher transkribierte und in einem wissenschaftlichen Aufsatz auswertete.“

Einer der vor Ort dabei war, war Otto Wirth. Ob er der in dem Zitat erwähnte Nachrichtenoffizier war, ist nicht geklärt. Werner T. Angress and Bradley F. Smith sprechen in der ersten Fußnote ihres Aufsatzes Diaries of Heinrich Himmler's Early Years nur von einem „American intelligence officer stationed in Bavaria“, der in den Besitz der Tagebücher gekommen sei und diese zusammen mit anderen Souvenirs nach Hause geschickt habe. Dessen Namen erwähnen sie nicht, wohl aber, dass die Tagebücher nach der Transkription an die Hoover Institution übergeben worden seien. Otto Wirth war zumindest Zeuge der Plünderungsaktionen seiner Kameraden und sah, wie diese damit beschäftigt waren, Bücher aus Himmlers Bibliothek zu verbrennen, weil sie ihnen keine Bedeutung beimaßen. Der Wissenschaftler Wirth eilt zum Feuer und rettete so viele Bücher wie möglich vor den Flammen.
Im Februar 1992 schenkte Magda Wirth der University of Arizona (UA) in Tucson, wo sie und ihr Mann seit Oktober 1990 wohnten, 856 Bücher – darunter fünf, die ehemals Heinrich Himmler gehört hatten. Der Rest der Sammlung bestand aus wissenschaftlichen Werken über die deutsche Geschichte, Linguistik und die Vorgeschichte des Holocaust. Den Rest der etwa 50 Bücher, die Wirth aus dem Feuer geholt hatte, hatte er an verschiedene Familienmitglieder verschenkt. An der UA wurden die seltensten und empfindlichsten Bücher in die Abteilung für Spezialsammlungen aufgenommen.
Für seine Verdienste in der Armee war Otto Wirth am 13. August 1945 mit der Bronze Star Medal ausgezeichnet und am 13. August 1945 demobilisiert worden.

## Roosevelt University
Nach der Entlassung aus dem Militärdienst nahm er zunächst seine Arbeit am Calumet Center wieder auf, bevor er im September 1946 Professor für Moderne Sprachen am Roosevelt College wurde.

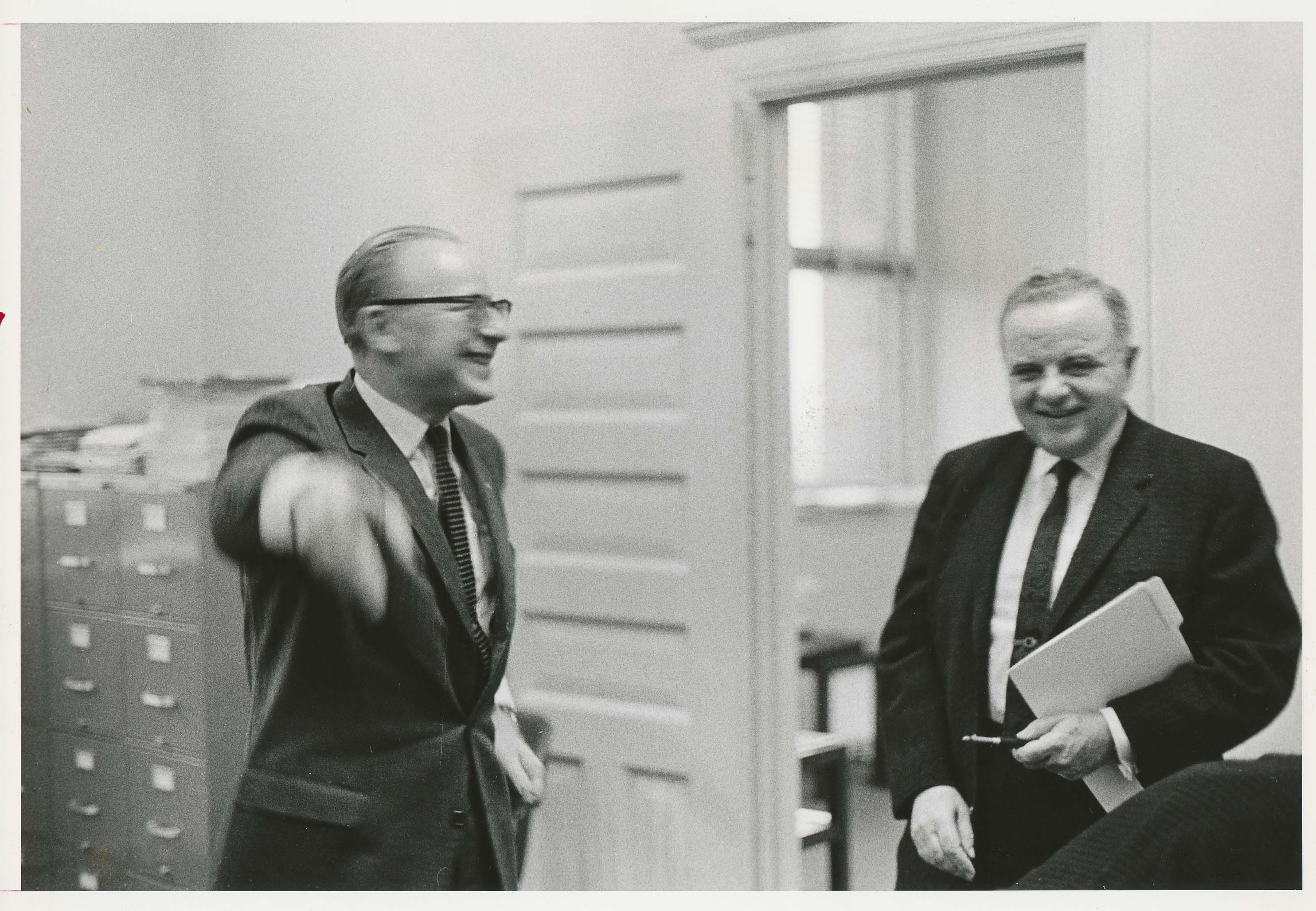
Rolf A. Weil (links) und Otto Wirth in der Roosevelt University in den 1950er Jahren (Quelle: Archiv der Roosevelt University)

Es ist zu vermuten, dass Otto Wirth noch über Kontakte zu seiner eigenen Ausbildungsstätte, dem Central YMCA College, aus dem das Roosevelt College hervorgegangen war, verfügte und so zu einem geeigneten Kandidaten für das erst 1945 neu gegründete College wurde. Er war es dann auch, der um die Jahreswende 1945/1946 Rolf A. Weil, der wie Wirth ebenfalls am Calumet Center unterrichtete, erstmals auf das Roosevelt College aufmerksam machte, an dem bald darauf auch Weils Karriere begann. Aus Weils Memoirs ergibt sich zudem, dass sie beide auch im Chicagoer im Hyde-Park-Viertel wohnten, einem Viertel, in dem damals viele jüdische und nicht-jüdische Flüchtlinge zusammenlebten, vor allem auch solche aus dem deutschsprachigen Raum. Bemerkenswert ist zudem, dass Wirth bereits bei dieser zufälligen Begegnung im Zug, neun Monate vor seinem Arbeitsbeginn am Roosevelt College, das Konzept skizzierte, dessen Realisierung am College eng mit seinem Namen verbunden blieb. „Wirth erzählte mir, dass eine neue Schule die Arbeit aufnehmen würde, eine Ausgründung des YMCA-Kollegs, dass er sich dort verpflichtet habe zu unterrichten, und dass er ein neues Konzept, Culture Studies, einführen wolle, denn man sollte nicht nur eine Sprache unterrichten, sondern auch eine Kultur.“ In einer späteren Presseerklärung der RU hieß es dazu: „Er [Wirth] gründete und leitete die Abteilung für Kulturwissenschaften, in der die Studierenden verschiedene Kulturkreise der Welt kennenlernen. […] Ziel des Programms, so wie Wirth es aufbaute, war es, dazu beizutragen, die interkulturelle Angst und das Misstrauen zu verringern, die Menschen daran hindern, ihre internationalen und inter-rassischen Beziehungen intelligent zu beurteilen.“
Otto Wirths weiteres Berufsleben spielte sich am Roosevelt College und der daraus hervorgegangenen Roosevelt University (RU) ab. Neben seiner Professur für Moderne Sprachen war er seit 1950 Vorsitzender des Fachbereichs für Moderne Sprachen und Kulturstudien. Von 1953 bis 1959 gehörte er dem Kuratorium (Board of Trustees) der Universität an und war zwischen 1955 und 1959 auch dessen Geschäftsführer (Secretary). 1960 wurde er zum Dekan des Colleges für Kunst und Wissenschaft der RU ernannt, ein Amt, das er bis 1968 ausübte. Danach war er Dekan der Fachbereiche („Dean of Faculties“) und Graduiertendekan („Graduate Dean“). Die universitären Ämter gab Wirth im Juni 1970 auf, blieb aber der Universität als Professor verbunden. Im Sommer 1971 wollte Wirth sein Buch Modernes Deutschland. Ein Kulturporträt abschließen, das eine Studie über die deutsche Kultur vom Zerfall des Heiligen Römischen Reiches und dem Aufstieg Preußens über Die Jahre der Schande – Das Dritte Reich bis hin zu Zwei Deutschlands – Ein Epilog werden sollte. Es blieb bei einem unveröffentlichten Buchmanuskript (an dem er spätestens seit 1957 arbeitete), ebenso wie bei einer beabsichtigten Arbeit über Die Wurzeln des Holocaust.
Anders als sein Kollege und Präsident der RU, Rolf A. Weil, der der Studenten- und Schwarzenbewegung der 1960er Jahre sehr kritisch gegenüberstand, scheint Otto Wirth hier deutlich offener gewesen zu sein. „Er ist sich […] der Veränderungen in der Studentenschaft im letzten Vierteljahrhundert, der veränderten Einstellungen von Frauen und des gestiegenen Interesses an der Erwachsenenbildung ungewöhnlich bewusst. Er hat auch ein besonders gutes Verständnis für die aktuellen Unruhen und Meinungsverschiedenheiten der Studenten, und mehr als 500 Exemplare seiner Rede vom Februar 1969, "Youth in Revolt" […], wurden auf Anfrage an Schul-, Hochschul- und Universitätsbibliotheken im ganzen Land verteilt.“ Zu dieser Aufgeschlossenheit passt auch dass Otto Wirth bereits 1963 die erstmals von der Alumni Association vergebene Auszeichnung für hervorragende Leistungen erhalten hatte. „In der Begründung dazu hieß es: Für seine Menschlichkeit, seine Gelehrsamkeit, seine Sorge um die Wissenschaft und die geistigen Fähigkeiten; für seine einzigartigen Gaben als Lehrer, seine Inspiration und seinen Charme, sein Gefühl für die großen Werke der Literatur und seinen Sinn für die Schönheit der Sprache.“
Otto und Magda Wirth waren 1981 von Chicago nach Laguna Hills in Kalifornien gezogen. Zuvor hatte Otto Wirth der Roosevelt University 8.000 Bücher vermacht. Darunter befand sich allerdings keines der oben erwähnten Himmler-Bücher. Im Oktober 1990 schließlich zog das Ehepaar nach Tucson, wo sie zumindest in engem Kontakt zu Otto Wirths Nichte Margit Wirth Johnson-Lacker standen.

## Werke
- German Literary Histories Sinde 1800 (Dissertation). Ein Teil der Arbeit wurde 1937 unter dem Titel Wilhelm Scherer, Josef Nadler, and Wilhelm Dilthey As Literary Historians veröffentlicht.
- Monatshefte für Deutschen Unterricht. A Journal devoted to the interests of the teachers of German Language in the schools and colleges of America, Published at the University of Wisconsin, Madison, Wisconsin. Darin:
  - Ernst Toller, der Mensch in seinem Werk, Heft 31, 1939
  - Christian Morgenstern, Heft 34, 1942
- Foreign Language Teacher Training – A Graduate Program, Illinois Education Press, 1959